# Влаховці
Вла́ховці (болг. Влаховци) — село в Габровській області Болгарії. Входить до складу общини Габрово.

## Населення
За даними перепису населення 2011 року у селі проживали 0 осіб.
Динаміка населення: